# Zaborów (gmina Zadzim)
Zaborów – wieś w Polsce, położona w województwie łódzkim, w powiecie poddębickim, w gminie Zadzim.
Miejscowość wchodzi w skład sołectwa Bąki
W latach 1975–1998 miejscowość administracyjnie należała do województwa sieradzkiego.